# Drženice
Drženice – wieś (obec) na Słowacji położona w kraju nitrzańskim, w powiecie Levice. Pierwsze wzmianki o miejscowości pochodzą z roku 1296. 
Według danych z dnia 31 grudnia 2012, wieś zamieszkiwało 391 osób, w tym 197 kobiet i 194 mężczyzn.
W 2001 roku rozkład populacji względem narodowości i przynależności etnicznej wyglądał następująco:
- Słowacy – 98,05%
- Czesi – 0,98%
- Węgrzy – 0,98%

Ze względu na wyznawaną religię struktura mieszkańców kształtowała się w 2001 roku następująco:
- Katolicy rzymscy – 60,98%
- Grekokatolicy – 0,24%
- Ewangelicy – 24,88%
- Ateiści – 12,68%
- Nie podano – 0,49%